# Cupania rubiginosa
Cupania rubiginosa là một loài thực vật có hoa trong họ Bồ hòn. Loài này được (Poir.) Radlk. mô tả khoa học đầu tiên năm 1879.